# Экватор

Экватор обозначен красной линией

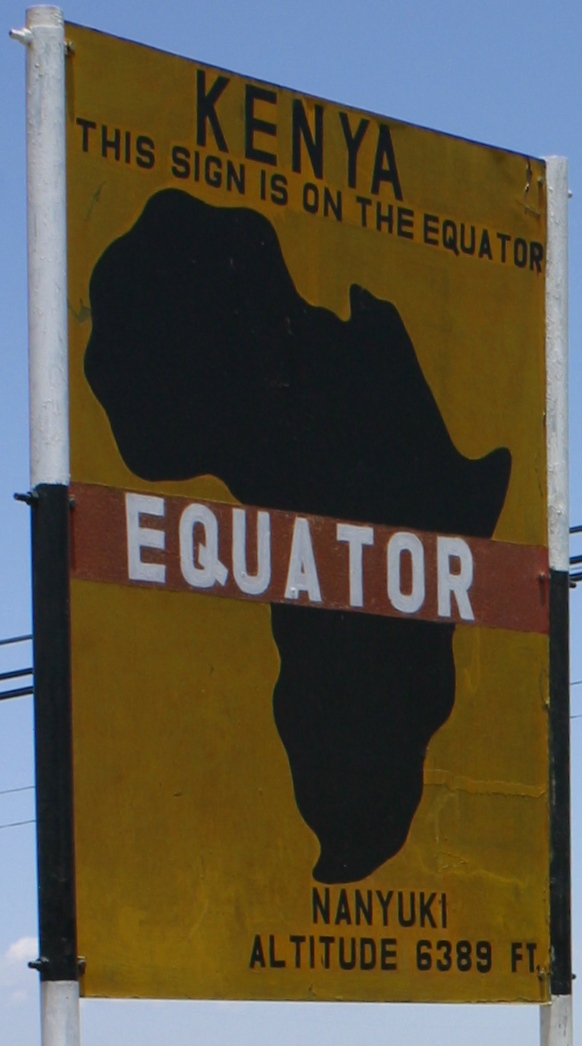
Дорожный знак, обозначающий экватор возле Наньюки, Кения

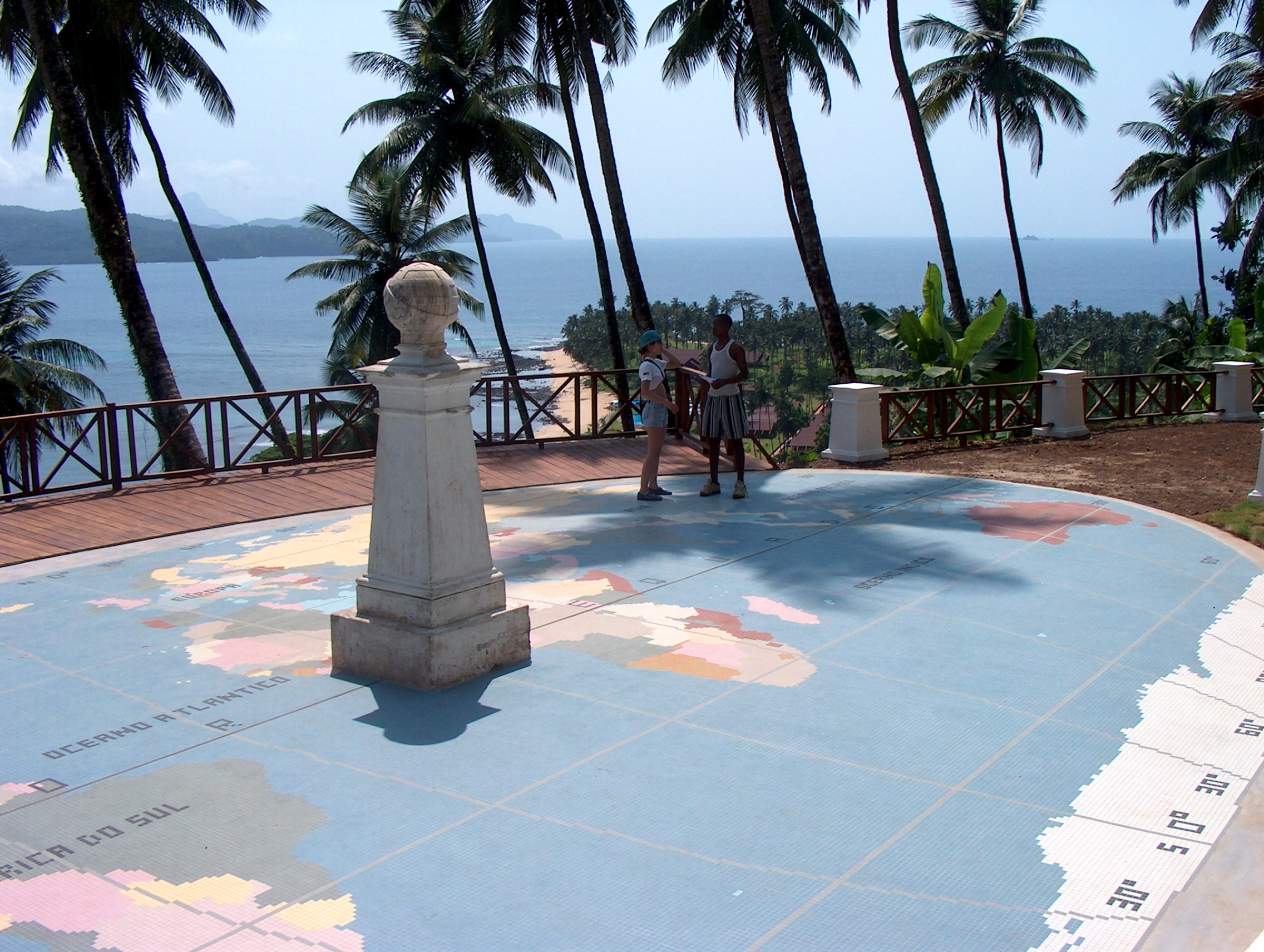
Экватор, пересекающий Ролаш, в Сан-Томе и Принсипи

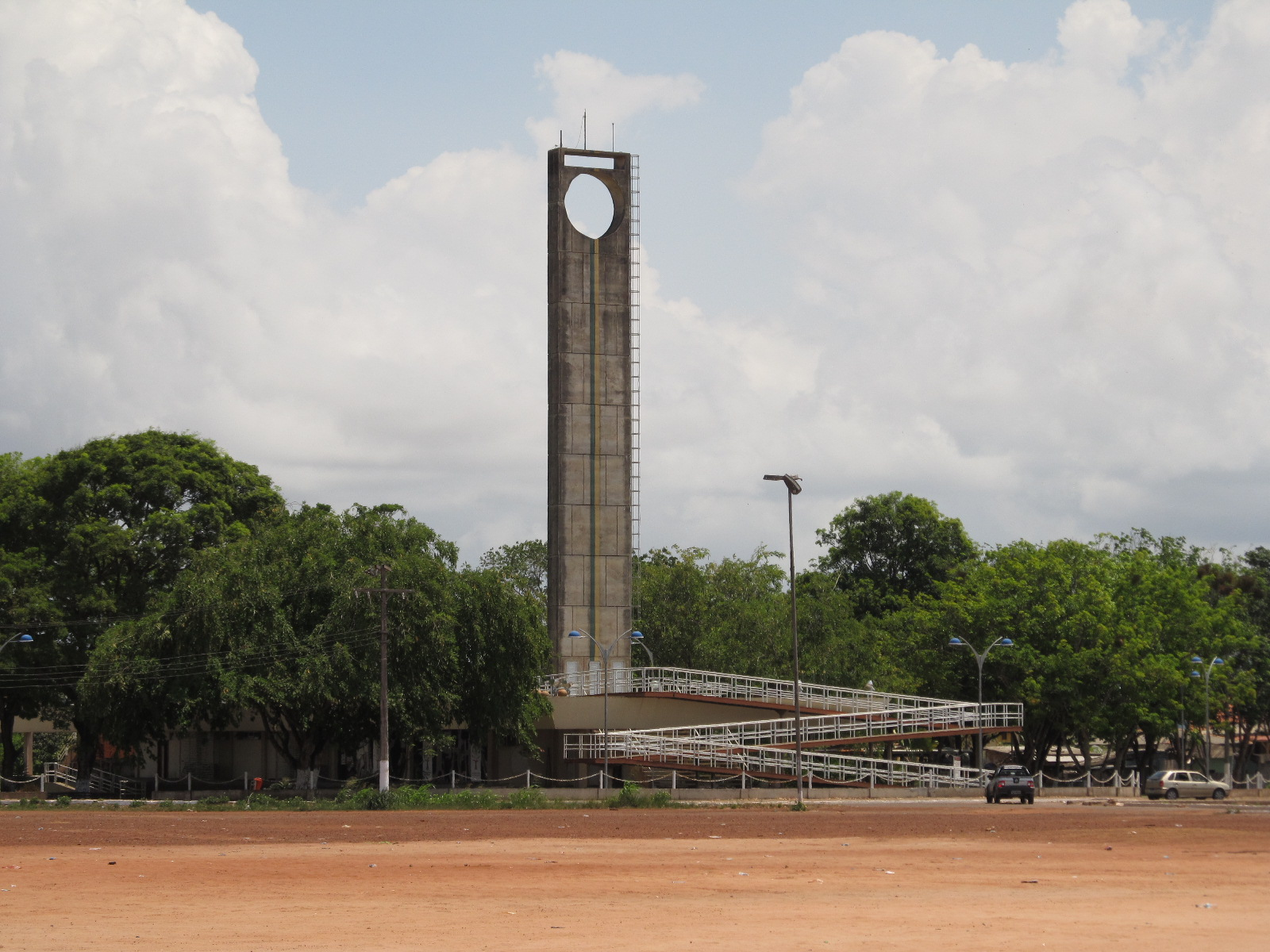
Памятник Марко Зеро на экваторе в Макапе, Бразилия

Эква́тор (через нем. Äquator ← лат. aequator ← лат. aequo «выравнивать, уравнивать»), арх. Равноденник или Равноденственник — условная линия сечения земной поверхности плоскостью, проходящей через центр Земли, перпендикулярно оси её вращения; экватор является самой длинной параллелью.
Слово «экватор» употребляется также в более общем значении: для геометрического тела (трёхмерной геометрической фигуры), обладающего одновременно осью симметрии и перпендикулярной ей плоскостью симметрии, экватор есть воображаемая линия пересечения этой плоскости симметрии с поверхностью данного тела — например, экватор сфероида; экватор или магнитный экватор звезды или планеты.

## Название
Название экватора происходит от средневекового латинского слова aequator, во фразе circulus aequator diei et noctis, означающее — «круг, уравнивающий день и ночь». Оно происходит от латинского слова aequare («равняться»).
Термин «экватор» отражён в названиях государств Эквадор, Экваториальная Гвинея, колониального владения Экваториальная Африка.
В толковом словаре В. Даля даны следующие определения слова «экватор» (равноденник или равноденственник): небесный равноденник — «круг, подотвесный к оси мира и делящий мнимую небесную твердь и землю нашу на две равные половины: северную и южную»; земной равноденник «...под которым дни и ночи всегда равны, а широта места — нуль».

## Положение экватора
Экватор делит поверхность земного шара на Северное и Южное полушария и служит началом отсчёта географической широты. Экватор относится к географическим параллелям и является самой длинной параллелью.
Так как форма Земли не является строго шарообразной, а представляет собой геоид, Международным астрономическим союзом (IAU) и Международным союзом геодезических и геофизических наук (IUGG) принято условное определение экватора в виде окружности, радиус которой равен стандартизированному радиусу Земли {\displaystyle R} (а длина, соответственно, {\displaystyle 2}{\displaystyle \pi }{\displaystyle R}). Согласно геофизическому стандарту WGS-84, {\displaystyle R} = 6 378 137 м, а согласно стандарту IAU-2009 — 6 378 136,6 м. Оба определения приводят к длине экватора 40 075 км с разницей во второй значащей цифре после запятой, отражающей реально существующую неопределённость (±2 м) в определении усреднённого радиуса Земли.
Линейная скорость точки земной поверхности на экваторе при суточном вращении Земли — 464 м/c, что превышает скорость звука (331 м/c) в воздухе.
На экваторе и вблизи него дневной солнечный свет появляется почти прямо над головой (не более 23 ° от зенита) каждый день круглый год. Следовательно, на экваторе достаточно стабильная дневная температура в течение всего года. В дни равноденствий (примерно 20 марта и 23 сентября) подсолнечная точка пересекает экватор Земли под небольшим углом, солнечный свет светит перпендикулярно оси вращения Земли, и на всех широтах длится почти 12 часов дня и 12 часов ночи.

## История
Точная дата пересечения человеком экватора неизвестна. Стоянки бушменов, обнаруженные в провинции Квазулу-Натал в 2012 году, датируется ок. 44000 г. до н. э. Заселение Австралии происходило 50—40 тысяч лет назад. Тупи населяли дождевые леса Амазонки, однако около X—IX вв. до н. э.
Имеются предположения, что ещё около 600 года до нашей эры финикийцы смогли обогнуть Африку за два тысячелетия до португальцев, однако, весомых доказательств этому нет. Римляне посещали Тропическую Африку и достигали юга Сахары и Белого Нила, но нет сведений о пересечении экватора.
Первое задокументированное пересечение экватора датируется 671 годом, когда китайский монах И Цзин посетил Суматру. Там уже существовало развитое государство Шривиджая.
У европейцев же существовало поверье, что экватор пересечь нельзя, в некоторых источниках даже указывалось, что там вода закипает, а кожа становится чёрной. Сначала, крайней южной точкой считался мыс Бохадор, но в начале XV века Жан де Бетанкур и Жил Эанеш смогли преодолеть его. В 1471 году Перу Эшкобар и Фернан ду По достигли островов Сан-Томе и Принсипи. В конце 1472 года или в 1473 году экспедиция Сикейры пересекла экватор, исследуя Гвинейский залив.

## География
При движении от Гринвичского меридиана на восток, линия экватора проходит чередуясь с водной поверхностью и сушей (например, островами в океанах) через:
| Страна, территория или море      | Примечания                                                                   |
| -------------------------------- | ---------------------------------------------------------------------------- |
| Атлантический океан              | Гвинейский залив                                                             |
| Сан-Томе и Принсипи              | только по морю между островами Сан-Томе и Ролаш                              |
| Габон                            |                                                                              |
| Республика Конго                 |                                                                              |
| Демократическая Республика Конго |                                                                              |
| Уганда                           |                                                                              |
| Озеро Виктория                   | по озеру проходит граница между Угандой и Кенией                             |
| Кения                            |                                                                              |
| Сомали                           |                                                                              |
| Индийский океан                  |                                                                              |
| Мальдивы                         | только по морю между атоллами Сувадива и Адду (проход Экваториальный)        |
| Индийский океан                  |                                                                              |
| Индонезия                        | пересекает острова Суматра, Калимантан, Сулавеси и Хальмахера                |
| Тихий океан                      |                                                                              |
| Кирибати                         | только исключительная экономическая зона                                     |
| США                              | исключительная экономическая зона острова Бейкер (Внешние малые острова США) |
| Тихий океан                      |                                                                              |
| Эквадор                          | также пересекает остров Исабела в архипелаге Галапагос                       |
| Колумбия                         |                                                                              |
| Бразилия                         | пересекает дельту Амазонки                                                   |
| Атлантический океан              |                                                                              |

Города, расположенные на широте экватора — Мбандака (Демократическая Республика Конго), Мбарара (Уганда), Кисуму и Накуру в Кении, а также города Понтианак в Индонезии и Макапа в Бразилии. В городе Макапа находится стадион «Зеран», пересекаемый линией экватора практически по средней линии поля. Рядом расположен Марко Зеро — «памятник» экватору. От Марко Зеро на восток почти до побережья Амазонки по линии экватора проходит «Экваториальная улица» (порт. Avenida Equatorial).
Кроме того, экватор пересекает 33 острова. 17 из них принадлежат Индонезии (причём два находятся в озере на острове Калимантан), 9 расположены в устье Амазонки в Южной Америке, 5 — в африканском озере Виктория.
Река Конго в Африке дважды пересекает экватор.
Активный вулкан Вольф в Эквадоре находится по обе стороны от экватора.
На экваторе есть ледник. Он находится на вулкане Каямбе в Эквадоре. На южном склоне вулкана находится наивысшая точка экватора (4690 м).